# Novel (Haute-Savoie)
Novel település Franciaországban, Haute-Savoie megyében. Lakosainak száma 53 fő (2022. január 1.). Novel Saint-Gingolph, Bernex, La Chapelle-d’Abondance, Saint-Gingolph, Thollon-les-Mémises és Vacheresse községekkel határos.

## Népesség
A település népességének változása:
| Lakosok száma | 51   | 46   | 48   | 49   | 49   | 50   | 51   | 53   |
|               | 2013 | 2015 | 2017 | 2018 | 2019 | 2020 | 2021 | 2022 |